# Bára Zemanová
Barbora Zemanová, conosciuta professionalmente come Bára Zemanová (Svojšín, 31 ottobre 1989), è una cantante ceca.

## Biografia
Nell'autunno del 2006 Bára Zemanová è stata accettata come una dei dieci concorrenti della terza edizione del talent show Česko hledá SuperStar, basato sul format britannico Pop Idol. Si è classificata quarta nella competizione.
Dopo la sua partecipazione al talent ha firmato un contratto con la Sony Music, sulla quale ha pubblicato il suo album di debutto, Rozjetej vlak, che ha raggiunto il 25º posto nella classifica ceca e ha prodotto il singolo Kde jsou?, hit radiofonica in Repubblica Ceca, dove è arrivata al 40º posto in classifica.

## Discografia

### Album in studio
- 2007 – Rozjetej vlak
- 2009 – Magistrála

### Singoli
- 2007 – Kde jsou?
- 2007 – Leť!
- 2007 – Rozjetej vlak
- 2007 – No tak vstaň!
- 2012 – Rock 'n' Roll
- 2014 – Runaway
- 2015 – Nádhvězdí
- 2016 – Barbína